# Lobbying i Sverige
Lobbying i Sverige är aktiviteter som syftar till att förändra svenska förhållanden genom att påverka makthavare använda sin makt för att gynna vissa intressen, idéer eller åsikter. I likhet med många andra länder är lobbying i Sverige en laglig och etablerad praxis i det politiska systemet. Lobbying kan ske genom olika metoder såsom att träffa makthavare för att argumentera för en ståndpunkt, skriva insändare eller debattartiklar, organisera kampanjer och protestaktioner, bidra till politiska kampanjer samt andra former av kommunikation för att övertyga makthavare att stödja en sak. 
Lobbying, public affairs eller samhällskontakter används ibland som synonymer, eller för att beskriva närliggande verksamheter.
Exempel på traditionella band mellan partier och intresseorganisationer som försvagats med tiden är exempelvis de mellan LO och Socialdemokraterna, mellan Lantbrukarnas Riksförbund (LRF) och Centerpartiet samt mellan Svenskt Näringsliv och Moderata samlingspartiet.

## Metoder
- Remisser: Sverige använder traditionellt ett omfattande remissförfarande. Det innebär att etablerade intresseorganisationer ofta automatiskt blir tillfrågade och därmed inte har samma självklara behov att på egen hand bedriva lobbying. Samtidigt innebär det att organisationer som inte har status som remissinstans har svårare att framföra sin åsikt. Remissförfarandet har beskrivits som långsamt vilket bidragit till att politiska partier börjat använda alternativa kanaler som upplevs snabbare, till exempel lobbying.[2]
- Utredningar: En vanlig metod för att föra fram förslag staten inte tagit på allvar är att lobbyisten själv gör en utredning, liknande den som staten skulle ha gjort.[3] Det är vanligt att kommuner och landsting gör sådana utredningar även om sådant som är statens ansvar.
- Media: Ett viktigt sätt att påverka är att få press och media att ta upp ämnen.[4] Lobbyisten kan till exempel skriva färdiga tidningsartiklar så att det blir lättare för tidningarna att ta upp ämnet. Detta används både med målet att föra fram förslag och för att stoppa förslag.
- Motioner: Riksdagsmotioner är en viktig ingång eftersom regeringen och partierna måste ta ställning till förslagen. En lobbyist kan få en riksdagsledamot att föra fram ett förslag.

## Påverkan på demokratin
Ur demokratisk synvinkel har lobbying både positiva och negativa sidor. Bland positiva sidor finns möjlighet till påverkan för sakkunniga, intresseorganisationer och företag. Lobbying ger också beslutsfattare tillgång till information, vilket kan leda till mer genomtänkta och informerade beslut.   
Lobbying har kritiserats för att ge aktörer med större finansiella resurser oproportionerligt stort inflytande jämfört med andra grupper. Det ökar enligt kritiker risken för korruption och för att beslut inte fattas med samhällets bästa som mål. En annan negativ sida kan vara att lobbying bidrar till sänkt förtroende för politiska institutioner. Lobbyister har kritiserats för att ha en hemlig agenda och för att arbeta för ensidiga fördelar för sina uppdragsgivare utan hänsyn till människors rättigheter och samhällets behov.  

## Exempel i Sverige
Lobbyingen som genomfördes på Svenskt Näringslivs uppdrag av Prime före valet 2010 orsakade stor debatt december 2010 om lobbying i Sverige. Detta efter Aftonbladets avslöjande om Primes försök till intern påverkan av Socialdemokraterna. Det kom att kallas för Primegate. Den ledde sedan till en debatt om källskydd i Sverige för avslöjande om lobbying.
Exempel på svenska företag som hjälper andra företag och organisationer med sitt påverkansarbete är Burson-Marsteller, Paues Åberg Communications, Prime PR, JKL, Gullers Grupp, EEB, Kreab och Westander.

## Språkliga aspekter
I svenska språket finns ordet lobby som politiskt begrepp belagt redan 1965. Formen lobbying är idag vanligare i svenskspråkig facklitteratur än lobbyism, lobbyist, lobbyarbete och lobba. Myndigheter och språkvårdande myndigheter har rekommenderat det svenska ordet påtryckning (rekommendation från 2011), eller möjligen försvenskade former som lobbning (rekommendation från 2012), framför anglicismen lobbying. 2024 rekommenderade den språkvårdande myndigheten Institutet för språk och folkminnen att man använder lobbying, främst på grund av att det då var den vanligaste ordformen.
Verbformen för att bedriva lobbying är "lobba". Sammansättningar med substantiv-efterledet "-lobbyn", exempelvis "vapenlobbyn" förekommer också.